# Meisterschaft von Zürich 1983
Il Meisterschaft von Zürich 1983, settantesima edizione della corsa, si svolse il 1º maggio 1983 su un percorso di 273,5 km. Venne vinto dall'olandese Johan Van der Velde, che terminò in 7h07'09".

## Ordine d'arrivo (Top 10)
| Pos. | Corridore           | Squadra        | Tempo    |
| ---- | ------------------- | -------------- | -------- |
| 1    | Johan van der Velde | TI-Raleigh     | 7h07'09" |
| 2    | Gilbert Glaus       | Cilo-Aufina    | s.t.     |
| 3    | Frits Pirard        | Metauro Mobili | a 1'47"  |
| 4    | Erich Mächler       | Cilo-Aufina    | a 2'05"  |
| 5    | Frank Hoste         | Europ Decor    | s.t.     |
| 6    | Ludo De Keulenaer   | TI-Raleigh     | s.t.     |
| 7    | Patrick Moerlen     | Sem-France     | s.t.     |
| 8    | Jan Jonkers         | Beckers Snacks | s.t.     |
| 9    | Mario van Vlimmeren | Beckers Snacks | a 5'08"  |
| 10   | Stefan Mutter       | Eorotex        | s.t.     |